# Pseudoaricia bittis
Pseudoaricia bittis är en fjärilsart som beskrevs av Hans Fruhstorfer 1934. Pseudoaricia bittis ingår i släktet Pseudoaricia och familjen juvelvingar. Inga underarter finns listade i Catalogue of Life.